# Tranquilo Cappozzo
Tranquilo Capozzo, argentinski veslač, * 25. januar 1918, ZDA, † 14. maj 2003, Valle Hermoso.
Capozzo je za Argentino nastopil na Poletnih olimpijskih igrah 1948 in na Poletnih olimpijskih igrah 1952 v Helsinkih.
Leta 1948 je nastopil v enojcu in bil izločen v polfinalu. Leta 1952 je s soveslačem Eduardom Guerrerom veslal  v dvojnem dvojcu in osvojil zlato medaljo.